# Pettinengo
Pettinengo ist eine Gemeinde mit 1449 Einwohnern (Stand 31. Dezember 2023) in der italienischen Provinz Biella (BI), Region Piemont.
Nachbargemeinden sind Andorno Micca, Biella, Bioglio, Callabiana, Camandona, Piedicavallo, Pila, Piode, Rassa, Ronco Biellese, Scopello, Selve Marcone, Tavigliano, Ternengo, Valle Mosso, Valle San Nicolao, Veglio und Zumaglia.
Das Gemeindegebiet umfasst eine Fläche von elf km².

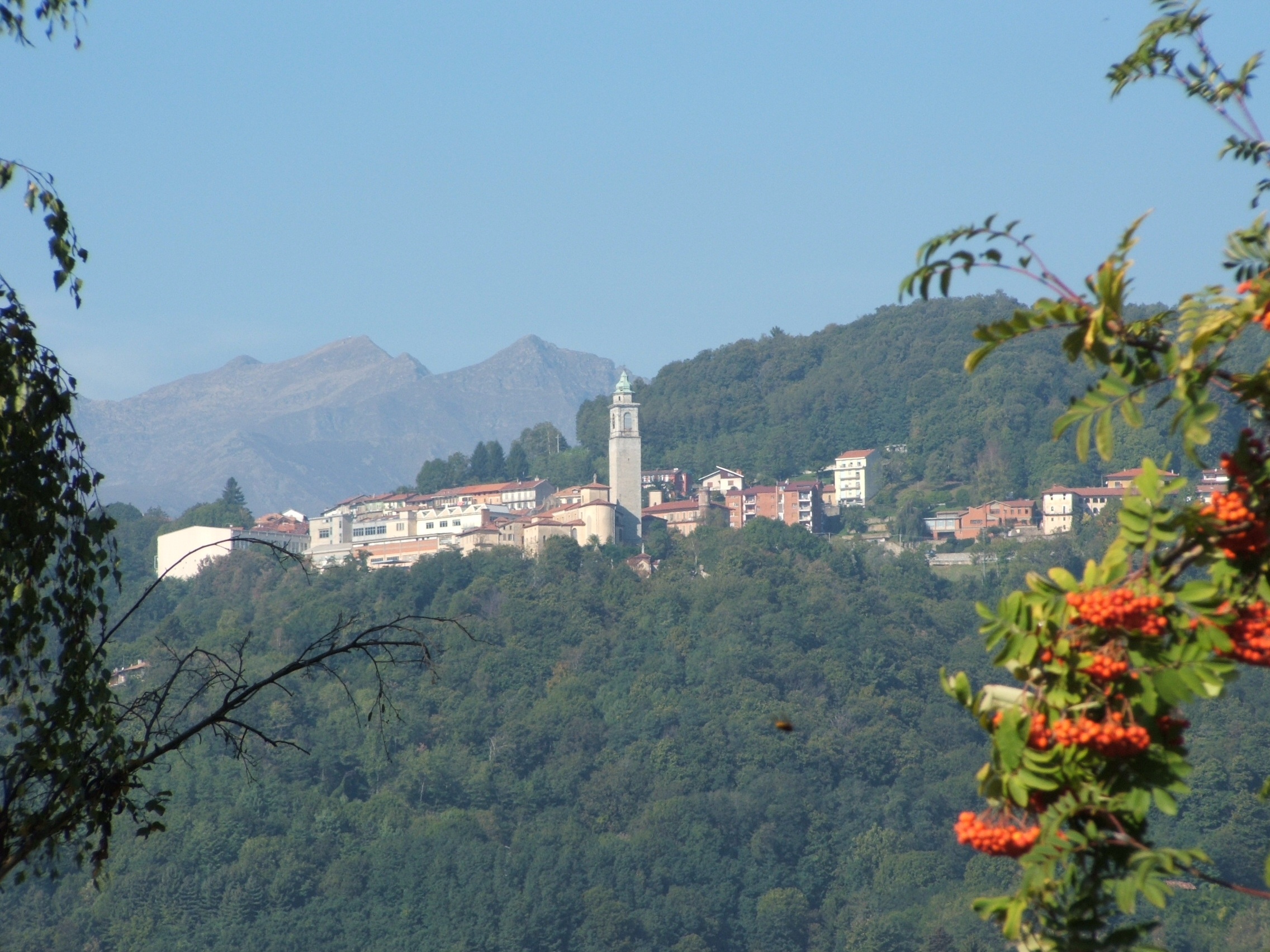
Panorama

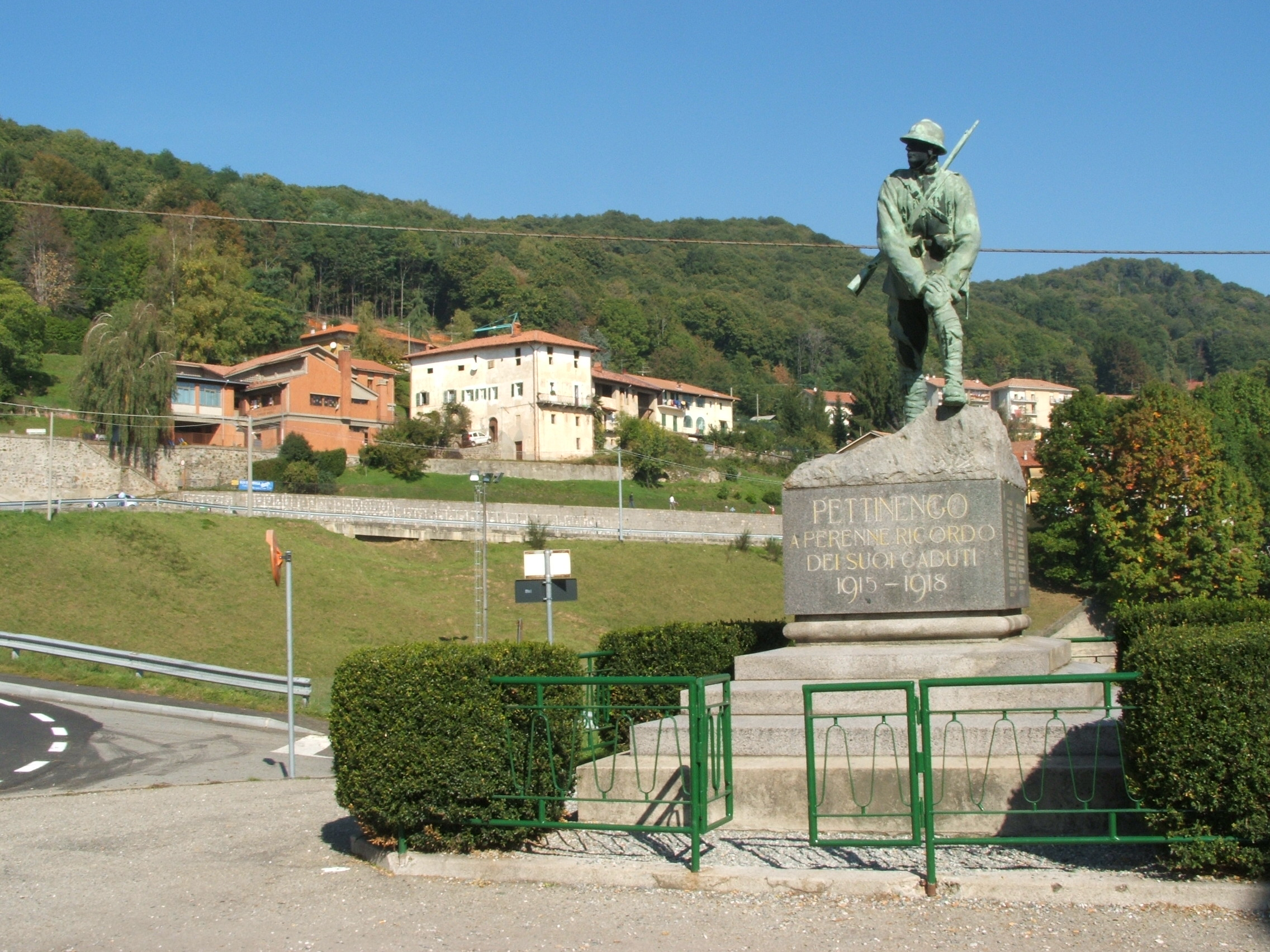
Kriegerdenkmal des Ersten Weltkrieges